# Microhoria ovata
Microhoria ovata is een keversoort uit de familie snoerhalskevers (Anthicidae). De wetenschappelijke naam van de soort is voor het eerst geldig gepubliceerd in 1879 door De Marseul.